# Lijst van vlaggen van Nieuw-Zeelandse deelgebieden
Dit artikel bevat een lijst van vlaggen van Nieuw-Zeelandse deelgebieden. Nieuw-Zeeland is ingedeeld in zeventien regio's, waarvan de meeste geen eigen vlag hebben. Daarnaast zijn er vier afhankelijke gebiedsdelen die onder het bestuur van Nieuw-Zeeland vallen. Hiervan hebben er twee een eigen vlag en één heeft een niet-officiële vlag. Alleen het Ross Dependency, de Nieuw-Zeelandse claim op Antarctica, heeft (nog) geen eigen al dan niet officiële vlag; de enige officiële vlag aldaar is de vlag van Nieuw-Zeeland.

## Regio's
| Kaart | Afhankelijk gebied | Vlag | Artikel over de vlag        | Ratio | Ingebruikname     |
| ----- | ------------------ | ---- | --------------------------- | ----- | ----------------- |
|       | Auckland           |      | Vlag van Auckland           | −     | Regio zonder vlag |
|       | Bay of Plenty      |      | Vlag van Bay of Plenty      | −     | Regio zonder vlag |
|       | Canterbury         |      | Vlag van Canterbury         | −     | Regio zonder vlag |
|       | Chathameilanden    |      | Vlag van de Chathameilanden | 1:2   | Niet officieel    |
|       | Gisborne           |      | Vlag van Gisborne           | −     | Regio zonder vlag |
|       | Hawke's Bay        |      | Vlag van Hawke's Bay        | −     | Regio zonder vlag |
|       | Manawatu-Wanganui  |      | Vlag van Manawatu-Wanganui  | −     | Regio zonder vlag |
|       | Marlborough        |      | Vlag van Marlborough        | −     | Regio zonder vlag |
|       | Nelson             |      | Vlag van Nelson             | −     | Regio zonder vlag |
|       | Northland          |      | Vlag van Northland          | −     | Regio zonder vlag |
|       | Otago              |      | Vlag van Otago              | 2:3   | najaar 2004       |
|       | Southland          |      | Vlag van Southland          | −     | Regio zonder vlag |
|       | Taranaki           |      | Vlag van Taranaki           | −     | Regio zonder vlag |
|       | Tasman             |      | Vlag van Tasman             | −     | Regio zonder vlag |
|       | Waikato            |      | Vlag van Waikato            | −     | Regio zonder vlag |
|       | Wellington         |      | Vlag van Wellington         | −     | Regio zonder vlag |
|       | West Coast         |      | Vlag van West Coast         | −     | Regio zonder vlag |

## Afhankelijke gebieden
| Kaart | Afhankelijk gebied | Vlag | Artikel over de vlag         | Ratio | Ingebruikname       |
| ----- | ------------------ | ---- | ---------------------------- | ----- | ------------------- |
|       | Cookeilanden       |      | Vlag van de Cookeilanden     | 1:2   | 4 augustus 1979     |
|       | Niue               |      | Vlag van Niue                | 1:2   | 15 oktober 1975     |
|       | Ross Dependency    |      | Vlag van het Ross Dependency | 1:2   | Geen officiële vlag |
|       | Tokelau            |      | Vlag van Tokelau             | 1:2   | 7 september 2009    |

Albanië · Andorra · Argentinië · Australië · Bahrein · België · Bolivia · Bosnië en Herzegovina · Brazilië · Bulgarije · Canada · Chili · China · Colombia · Comoren · Costa Rica · Denemarken · Dominicaanse Republiek · Duitsland · Ecuador · Egypte · El Salvador · Estland · Ethiopië · Filipijnen · Finland · Frankrijk · Gabon · Georgië · Ghana · Griekenland · Guatemala · Guyana · Honduras · Hongarije · Ierland · India · Indonesië · Irak · Italië · Japan · Kazachstan · Kenia · Kirgizië · Koeweit · Kroatië · Liberia · Litouwen · Maleisië · Marshalleilanden · Mexico · Micronesië · Moldavië · Mongolië · Myanmar · Nederland · Nicaragua · Nieuw-Zeeland · Nigeria · Noorwegen · Oeganda · Oekraïne · Oostenrijk · Pakistan · Palau · Panama · Papoea-Nieuw-Guinea · Paraguay · Peru · Polen · Portugal · Roemenië · Rusland · Salomonseilanden · Sao Tomé en Principe · Servië · Slowakije · Soedan · Somalië · Spanje · Sri Lanka · Suriname · Tanzania · Thailand · Tsjechië · Uruguay · Vanuatu · Venezuela · Verenigd Koninkrijk · Verenigde Arabische Emiraten · Verenigde Staten · Wit-Rusland · Zuid-Afrika · Zuid-Korea · Zuid-Soedan · Zweden · Zwitserland
Historisch: Joegoslavië · Oostenrijk-Hongarije · Sovjet-Unie
Zie ook: Vlaggenlijsten per land · Vlaggen van afhankelijke gebieden · Vlaggen van gemeenten (per land)